# Gebietsgliederung von Frankfurt (Oder)
Das Gebiet der Stadt Frankfurt (Oder) ist nach einem hierarchischen System gegliedert. Die fünf Stadtteile Innenstadt, Beresinchen, Nord, West und Süd werden in 23 Stadtgebiete, diese in 84 Wohnbezirke, diese in etwa 800 Baublöcke und diese in etwa 3.000 Blockseiten unterteilt. Zu Frankfurt (Oder) gehören 32 Ortsteile, Gemeindeteile und sonstige Siedlungsplätze.

Die Gebietsgliederung von Frankfurt (Oder), Stand 2009.1 – Stadtmitte, 2 – Gubener Vorstadt, 3 – Obere Stadt, 4 – Altberesinchen, 5 – Neuberesinchen, 6 – Güldendorf, 7 – Lossow, 8 – Lebuser Vorstadt, 9 – Hansaviertel, 10 – Klingetal, 11 – Kliestow, 12 – Booßen, 13 – Nuhnenvorstadt, 14 – Rosengarten/Pagram, 15 – Lichtenberg, 16 – Süd, 17 – Markendorf, 18 – Markendorf-Siedlung, 19 – Hohenwalde
I – Innenstadt, II – Beresinchen, III – Nord, IV – West, V – Süd

## Innenstadt
Der Frankfurter Stadtteil Innenstadt besteht aus den Stadtgebieten 11: Stadtmitte, 12: Gubener Vorstadt, 13: Halbe Stadt und 14: Obere Stadt.

### Stadtmitte

Gebietsgliederung Frankfurt (Oder)s, Lage Stadtmitte hervorgehoben
Begrenzungen und Wohnbezirke Stadtmittes
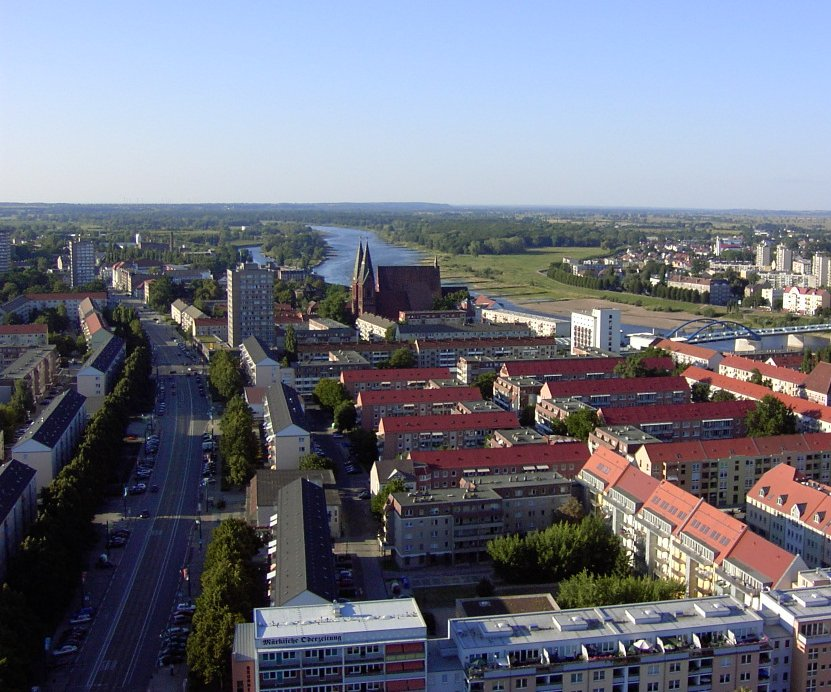
Blick von Oderturm nach Norden auf Stadtmitte

Das Stadtgebiet Stadtmitte hat rund 4.250 Einwohner, welche 2005 im Durchschnitt 44 Jahre alt waren. Höhendominante ist der 89 Meter hohe Oderturm. Weiterhin sind die Marienkirche, die Friedenskirche, die Konzerthalle, die städtischen Museen und das Rathaus sehenswert. Drei Gebäude der Europa-Universität Viadrina, das Hauptgebäude, das Audimax und das Gräfin-Dönhoff-Gebäude befinden sich ebenfalls im Zentrum. Die Stadtbrücke ist ein Symbol für die Städtepartnerschaft mit Słubice. Neben der angrenzenden Insel Ziegenwerder ist auch der Lennépark Teil der Grünanlagen im Zentrum. In Stadtmitte markieren Friedenskirche und Marienkirche den ältesten Kern der Stadt. 
Das Stadtmitte besteht aus den Wohnbezirken 111: Oderpromenade, 112: Zentrum, 113: Lennépark, 114: Alte Uni und 115: Friedenskirche.
Im Norden wird das Stadtmitte durch das Nordende der Straße Halbe Stadt und in der Verlängerung von der Kiezer Gasse begrenzt; im Osten von der Oder, die zugleich die Ostgrenze Brandenburgs und Deutschland zu Polen ist. Im Süden wird Stadtmitte von der Logenstraße und in deren Verlängerung von der Heilbronner Straße und im Westen von der Straße Halbe Stadt begrenzt.

### Gubener Vorstadt

Gebietsgliederung Frankfurt (Oder)s, Lage der Gubener Vorstadt hervorgehoben
Begrenzungen und Wohnbezirke der Gubener Vorstadt
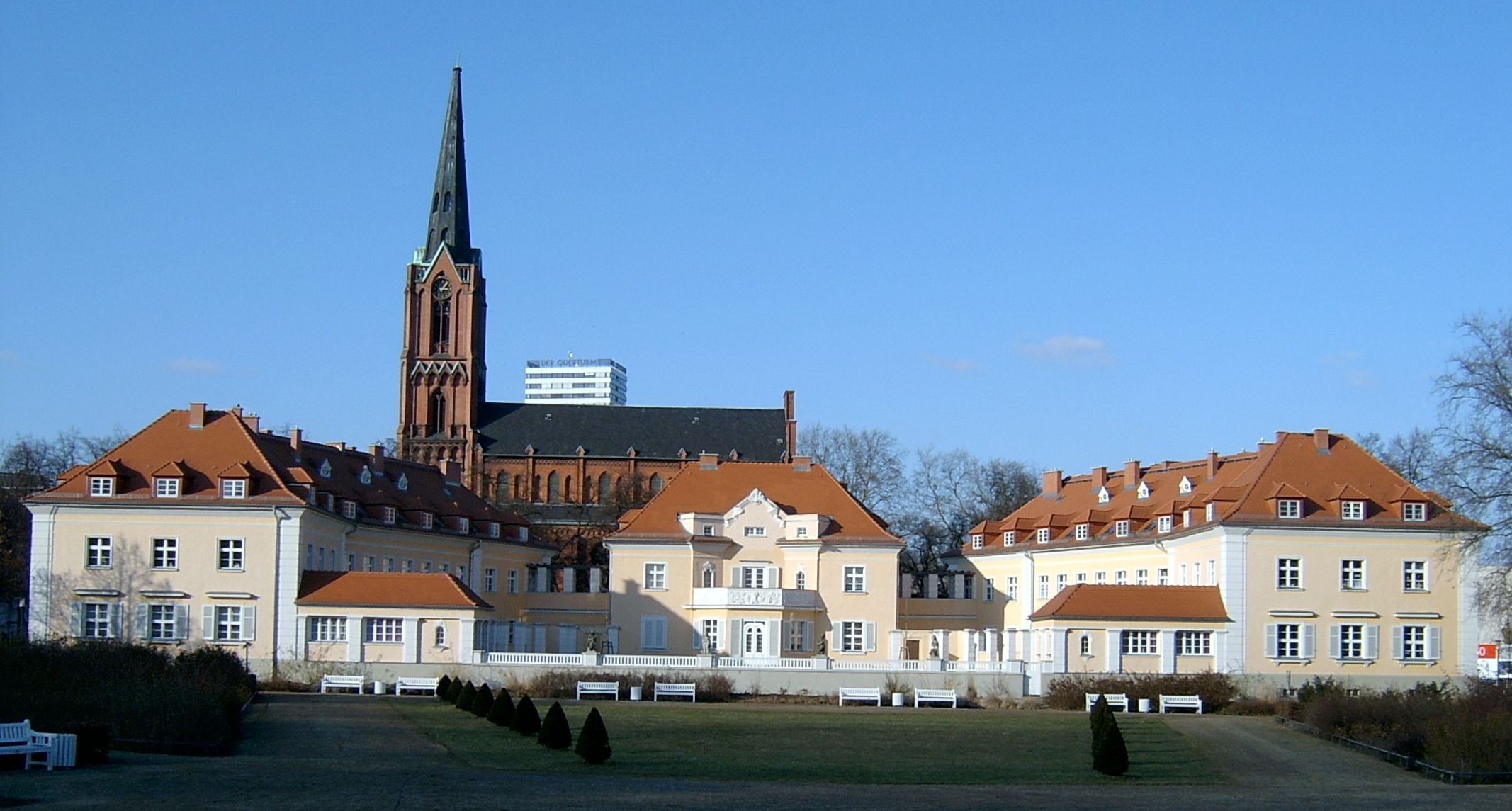
Blick vom Anger nach Norden auf von Martin Kießing konzipierte Wohnhäuser und St. Gertraud

Im Stadtgebiet Gubener Vorstadt leben etwa 2.900 Einwohner (2005). Der Stadtteil befindet sich zwischen dem Buschmühlenweg und der Güldendorfer Straße. Sehenswert sind unter anderem das historische Gebäude des städtischen Wasserwerks und die Wohnhäuser unweit der Kirche St. Gertraud.
Die Gubener Vorstadt liegt südlich des historischen Stadtkerns an der Straße nach Guben und besteht aus den Wohnbezirken 121: Bahnhofsberg, 122: Klenksberg, 123: Fischerkietz und 124: Oderwiesen.
Im Norden wird die Gubener Vorstadt von der Heilbronner und in der Verlängerung von der Logenstraße begrenzt; im Osten von der Oder, die zugleich die Ostgrenze Brandenburgs und Deutschlands zu Polen bildet. Von der Bahnbrücke im Südosten begrenzt im Süden und Westen die Bahnlinie nach Polen das Gebiet der Gubener Vorstadt, im Nordwesten die Leipziger Straße.

### Halbe Stadt

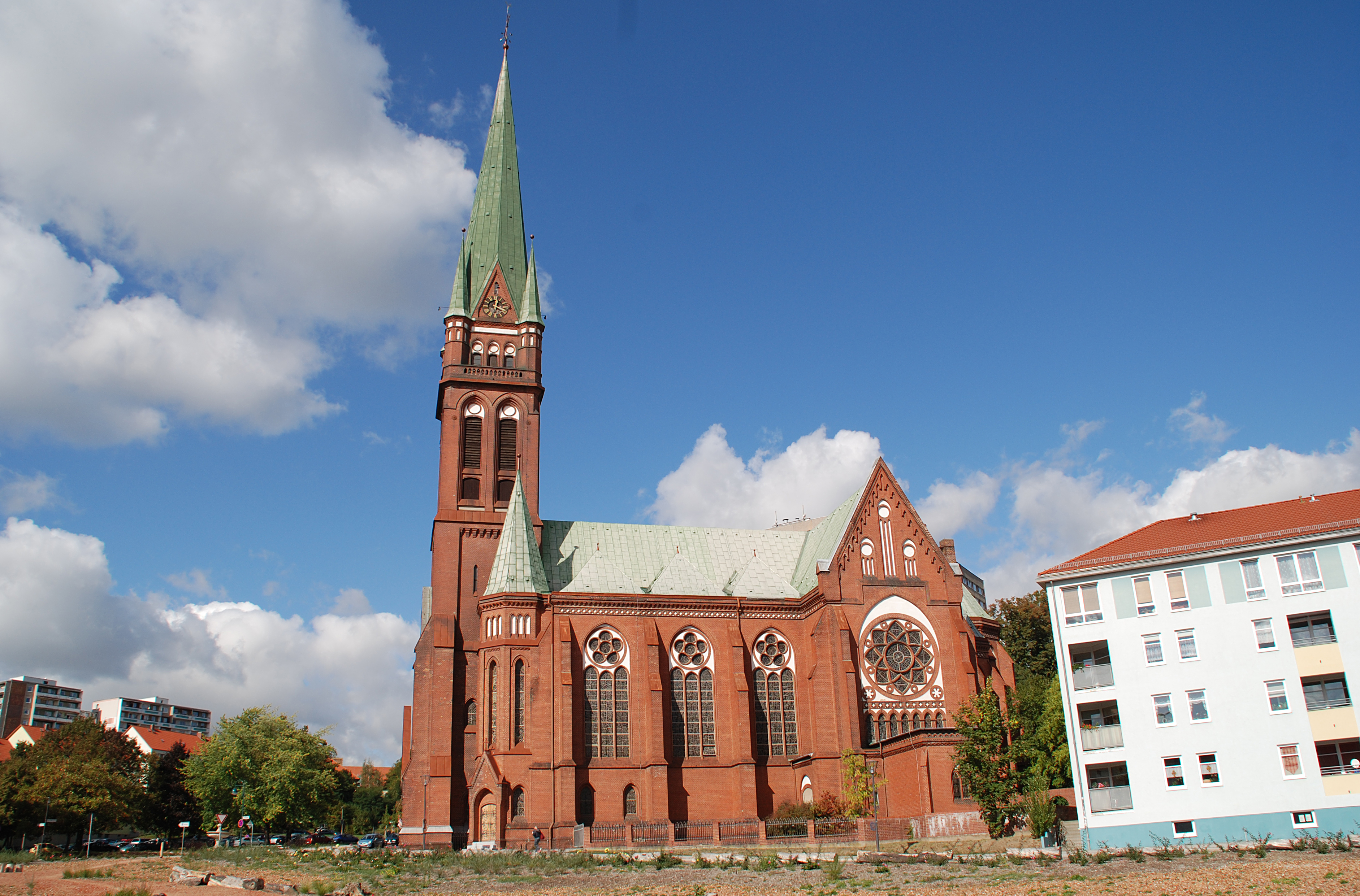
Katholische Kirche Zum Heiligen Kreuz

Das Stadtgebiet Halbe Stadt besteht aus den Wohnbezirken 131: Katholische Kirche, 132: Kleistforum, 133: Gursches Stift, 134: Thomas-Müntzer-Hof, 135: Weißes Rössel, 136: Lienaupark und 137: Bruno-Peters-Berg.
Im Norden grenzt das Stadtgebiet Halbe Stadt an das Stadtgebiet Hansa Nord entlang der Bergstraße von Höhe Hausnummer Bergstraße 47 bis zur Kreuzung Bergstraße und Lennéstraße/Beckmannstraße. Von dieser Kreuzung an grenzt das Stadtgebiet Halbe Stadt an das Stadtgebiet Lebuser Vorstadt etwa 50 Meter entlang der Beckmannstraße bis zur Einmündung des Poetensteigs. Von dort zeigt der Poetensteig die Grenze an bis einem Punkt nördlich des Hochhauses Halbe Stadt 34, knickt dann nach Süden ab und verläuft an der Nordseite eines Kaufhauses bis zur Berliner Straße etwa auf Höhe der Einmündung der Ziegelstraße. Die Grenze zum Stadtgebiet Lebuser Vorstadt verläuft von hier entlang der Berliner Straße bis zur Südseite des Karl-Ritter-Platzes. Ab hier grenzt sie noch etwa 15 Meter nach Osten an das Stadtgebiet Stadtmitte und folgt dann als Grenze zu Stadtmitte dem nach Süden abbiegenden Verlauf der Straße Halbe Stadt bis zur Einmündung in die Heilbronner Straße. Von der Einmündung Halbe Stadt/Heilbronner Straße bis zur Einmündung Heilbronner Straße/Leipziger Straße bildet die Heilbronner Straße die Grenze zum Stadtgebiet Lebuser Vorstadt. Von der Einmündung Heilbronner Straße/Leipziger Straße entlang der Leipziger Straße nach Norden und über die Kreuzung mit der Straße Karl-Liebknecht-Straße/Rosa-Luxemburg-Straße hinweg entlang der Kieler Straße bis zur Fußgängerunterführung Karl-Sobkowski-Straße bildet die Leipziger Straße/Kieler Straße die Grenze des Stadtgebiets Halbe Stadt nach Westen zum Stadtgebiet Obere Stadt. Zwischen der Fußgängerunterführung Karl-Sobkowski-Straße und der Bergstraße 47 zeigt ein Fußweg die Grenze an.

### Obere Stadt
Das Stadtgebiet Obere Stadt besteht aus den Wohnbezirken 141: Wildenbruch, 142: Botanischer Garten, 143: Kleistpark und 144: Huttenviertel.

## Beresinchen
Der Frankfurter Stadtteil Beresinchen besteht aus den Stadtgebieten Altberesichen, Neuberesinchen/Nord, Neuberesinchen/Süd, Güldendorf und Lossow.

### Altberesinchen

Gebietsgliederung Frankfurt (Oder)s, Lage Altberesinchens hervorgehoben
Begrenzungen und Wohnbezirke Altberesinchens
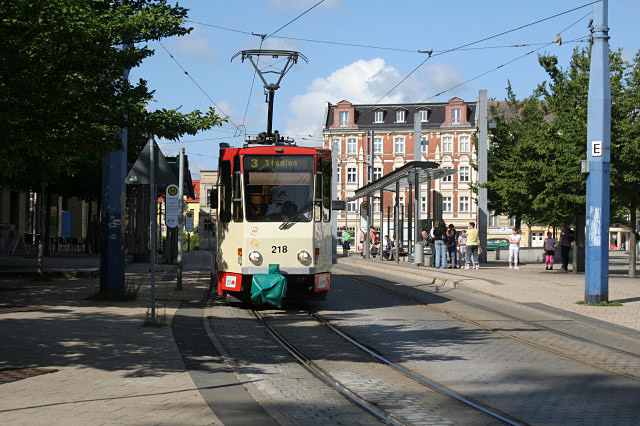
Straßenbahn Tatra KT4 Linie 3 zum Stadion auf dem Dresdner Platz

Im Stadtgebiet Altberesinchen wohnen etwa 5.000 Menschen. Der Stadtteil entstand nach 1874 nach Eröffnung der Bahnlinie Berlin-Frankfurt nördlich der Müllroser Straße. Bewohnt wurde Beresinchen hauptsächlich von Arbeitern und Angestellten der Bahngesellschaft. Die Straßen und Plätzen sind hauptsächlich nach Städten und Gemeinden benannt.
Das Altberesinchen besteht aus den Wohnbezirken 211: Marienbad, 212: Dresdener Platz, 213: Luckauer Dreieck, 214: Schwänchenteich, 215: Gelbe Presse und 216: Winzerring.

### Stadtgebiete Neuberesinchen/Nord und Neuberesinchen/Süd

Gebietsgliederung Frankfurt (Oder)s, Lage Neuberesinchens hervorgehoben
Begrenzungen und Wohnbezirke Neuberesinchens
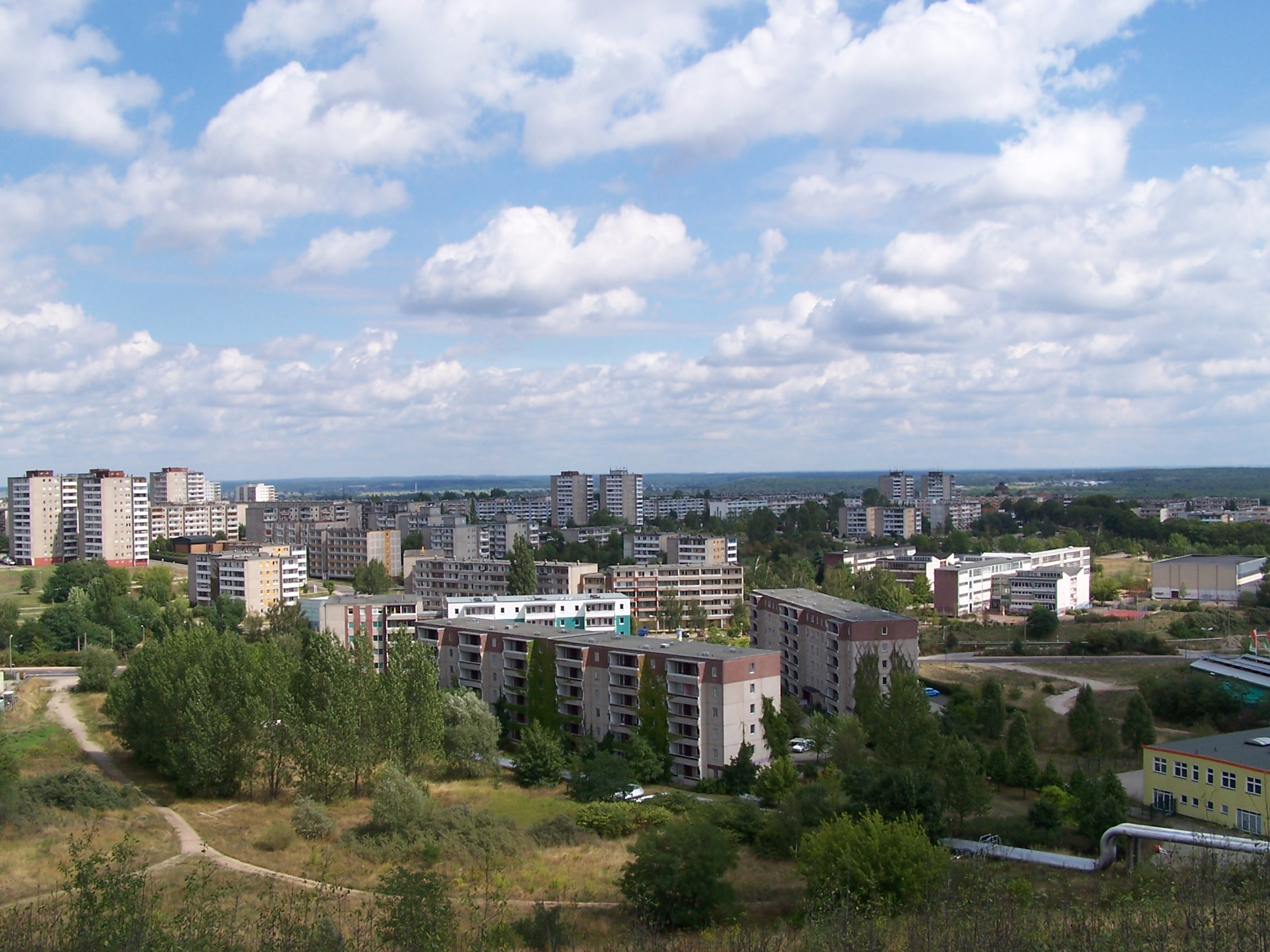
Blick über Neuberesinchen

Die Stadtgebiete Neuberesinchen/Nord und Neuberesinchen/Süd wurden erst ab 1977 großflächig bebaut; sie sind damit die jüngsten Stadtgebiete Frankfurts. Obwohl deren Bevölkerung zwischen 1989 und 2005 um über 50 Prozent sank, sind sie mit 10.250 Einwohnern die bevölkerungsreichsten Frankfurts. Die Stadtgebiete werden von Plattenbauten dominiert, von denen aber in den 2000er Jahren viele abgerissen wurden. Eines der ältesten Gebäude ist der Wasserturm. Am Rand der Stadtgebiete befindet sich ein etwa 100 Meter hoher Funkturm, welcher 2002 saniert wurde.
Die Stadtgebiete Neuberesinchen/Nord und /Süd liegen südlich des Stadtgebiets Altberesinchen. Neuberesinchen/Nord besteht aus den Wohnbezirken 221: Spartakusring, 222: Kommunardenweg, 223: Aurorahügel, 224: Schluchtweg, 225: Clara-Zetkin-Ring, 226: Am Arboretum, 227: Jungclaussen und 228: Lutherstift. Das Neuberesinchen/Süd besteht aus den Wohnbezirken 231: Schulsternwarte, 232: Am Mühlental, 233: Schwedenschanze, 234: Fröbelpromenade, 235: Obere Thomasiusstraße, 236: Untere Thomasiusstraße, 237: Funkturm und 238: Wilhelmshöhe.

### Güldendorf

Gebietsgliederung Frankfurt (Oder)s, Lage Güldendorfs hervorgehoben
Begrenzungen Güldendorfs
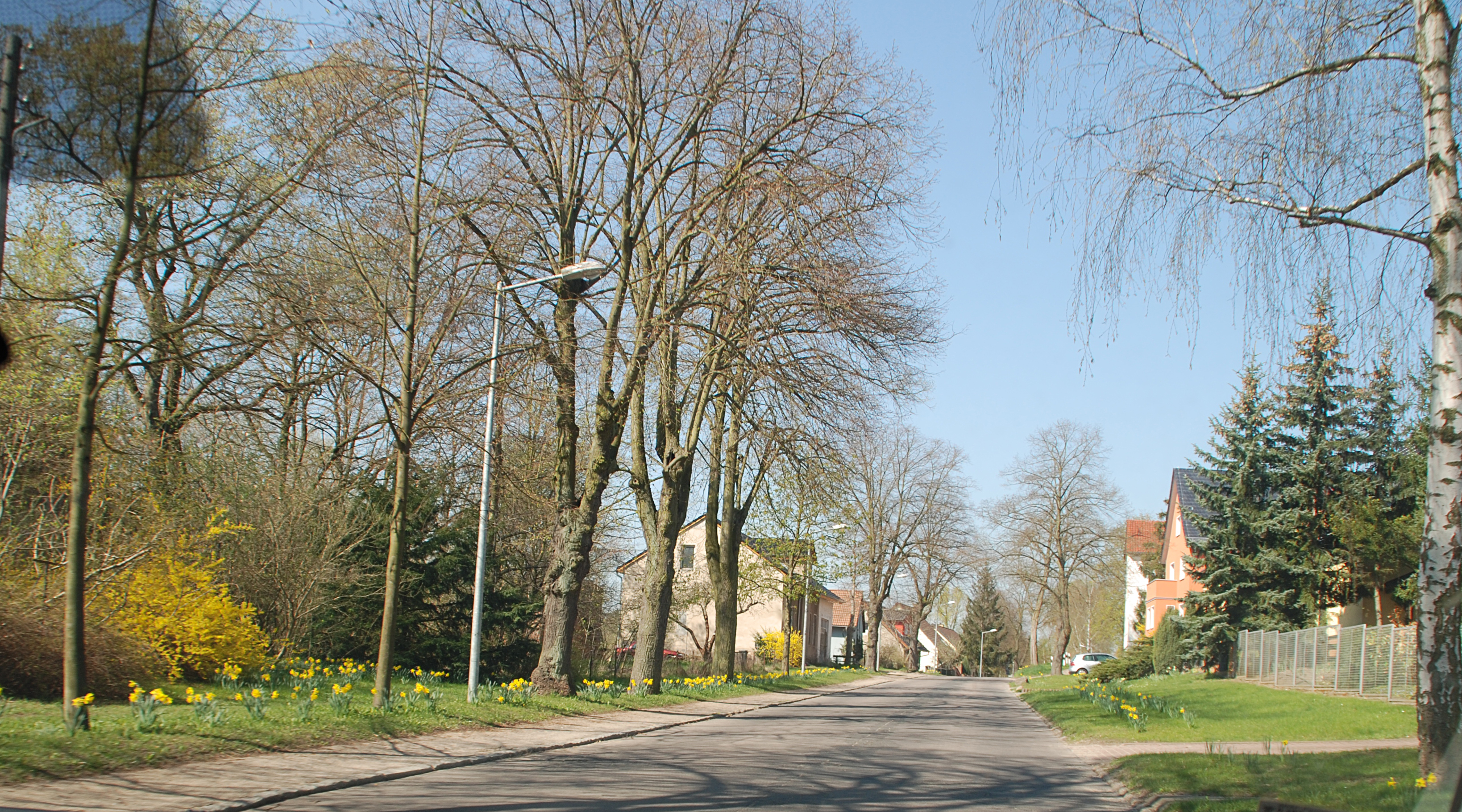
Seestraße in Güldendorf

Das Stadtgebiet Güldendorf besteht ausschließlich aus dem Wohnbezirk 241: Güldendorf.
Güldendorf wurde 1230 erstmals urkundlich im Privilegienverzeichnis des Moritzklosters in Halle als Cessonovo erwähnt. Auf Befehl der sowjetischen Stadtkommandantur gehörte Güldendorf ab 1945 zum Stadtkreis Frankfurt (Oder). Die Gemeindevertretung entschied die Eingemeindung am 27. Oktober 1946; am 29. Oktober 1947 wurde Güldendorf der Stadt Frankfurt zugeordnet.
Der Ortsteil Güldendorf liegt südlich Neuberesinchens und der Gubener Vorstadt. In Uhrzeigerrichtung begrenzen den Ortsteil im Norden von der Querung der Eisenhüttenstädter Chaussee über die Autobahn die Autobahn selbst, die Bahnlinie nach Müllrose, eine Kleingartenanlage und die Bahnlinie nach Polen bis zum Grenzbahnhof, im Osten die Oder, im Südosten der Weg Viehtrift bis zur Bahnlinie nach Eisenhüttenstadt, im Süden von Südosten her die Bahnlinie nach Eisenhüttenstadt bis zur Lindenstraße, die Lindenstraße selbst und deren Verlängerung nach Südwesten bis zur Einmündung des Güldendorfer Wegs in die Eisenhüttenstädter Chaussee, dann nach Westen in gerader Linie bis zur Bahnlinie nach Müllrose. Im Westen markieren die Bahnlinie nach Müllrose und die Eisenhüttenstädter Chaussee die Begrenzungen.

### Lossow

Gebietsgliederung Frankfurt (Oder)s, Lage Lossows hervorgehoben
Begrenzungen Lossows. 206: Lossow und Helenesee
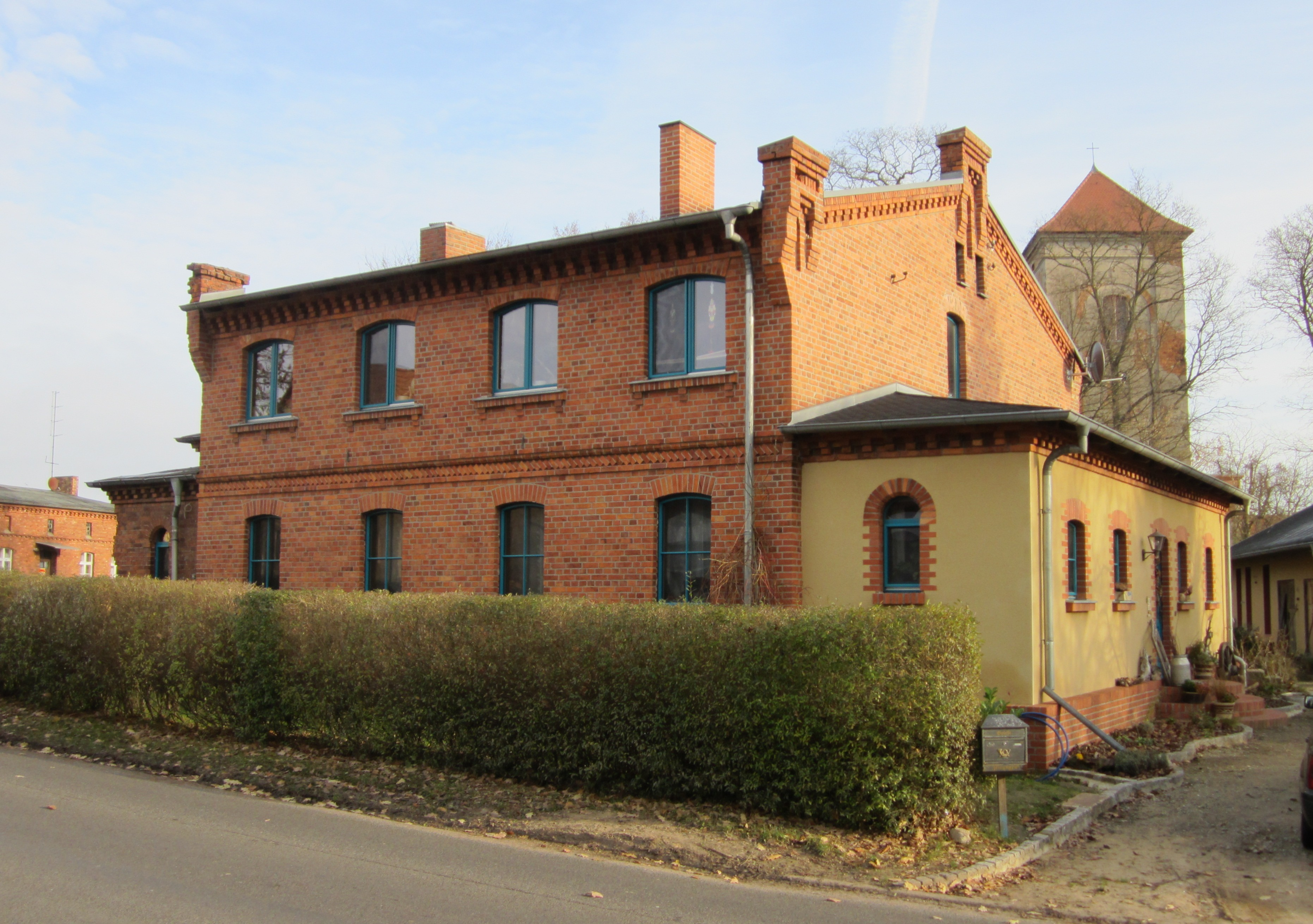
Wohnhaus und Kirchturm in Lossow

Das Stadtgebiet Lossow besteht ausschließlich aus dem Wohnbezirk 242: Lossow und Helenesee.
Lossow wurde 1328 erstmals urkundlich erwähnt. 1816 kommt Lossow bei der Bildung der Provinz Brandenburg zum Kreis Frankfurt (Oder). 1952 wird es dem Kreis Fürstenberg (Oder) (später Kreis Eisenhüttenstadt-Land) zugeordnet. 1973 wird Lossow Ortsteil von Frankfurt (Oder).
Der Ortsteil Lossow wird in Uhrzeigerrichtung von Westen von der Querung Lindower Weg und Bahnlinie nach Müllrose von der Bahnlinie nach Müllrose, dann von einer geraden Linie nördlich der Kleingartenanlage Küstriner Berg und der Kiesgrube bis zur Einmündung des Güldendorfer Wegs in die Eisenhüttenstädter Chaussee, dann nach Nordosten von einer geraden Linie bis zur Lindenstraße, der Lindenstraße selbst bis zur Bahnlinie nach Eisenhüttenstadt und dann von der Bahnlinie nach Eisenhüttenstadt bis zum Weg Viehtrift begrenzt. Dann zeigt die Viehtrift die Grenze nach Norden an, gefolgt vom Lauf der Oder bis südwestlich von Rybocice die Grenze im Zickzack nach Nordwesten bis ans Ufer des Brieskower Sees verläuft. Dann folgt die Grenze dem östlichen Uferverlauf des Brieskower Sees nach Nordwesten und dann dem westlichen Uferverlauf nach Süden, um dann etwa in der Verlängerung des Verlaufs der Grenze von der Oder her kommend in einem Bogen nach Südwesten südlich des Jugendschachts die Eisenhüttenstädter Chaussee (B112) zu kreuzen und nördlich der Aschegrube und der Margarethensiedlung bis zum Katjasee zu verlaufen. Im Katjasee wendet sich der Grenzverlauf im Zickzack nach Süden, wendet sich am Südufer nach Westen und erstreckt sich südlich des Helenesees in mehreren Haken bis zum Kaisermühler Weg, westlich dessen er dann nach Norden bis auf Höhe der Mitte des Westufers verläuft. Von dort verläuft die Grenze nach Nordwesten bis zur Querung des Lindower Wegs und der Bahnlinie nach Müllrose.

## Stadtteil Nord
Der Frankfurter Stadtteil Nord besteht aus dem Stadtgebieten Lebuser Vorstadt, Hansa Nord, Klingetal, Kliestow und Booßen.

### Lebuser Vorstadt

Gebietsgliederung Frankfurt (Oder)s, Lage der Lebuser Vorstadt hervorgehoben
Begrenzungen der Lebuser Vorstadt. 702: Seelower Kehre, 707: Schlachthof/Klärwerk, 708: Klingestraße, 709: Bergstraße
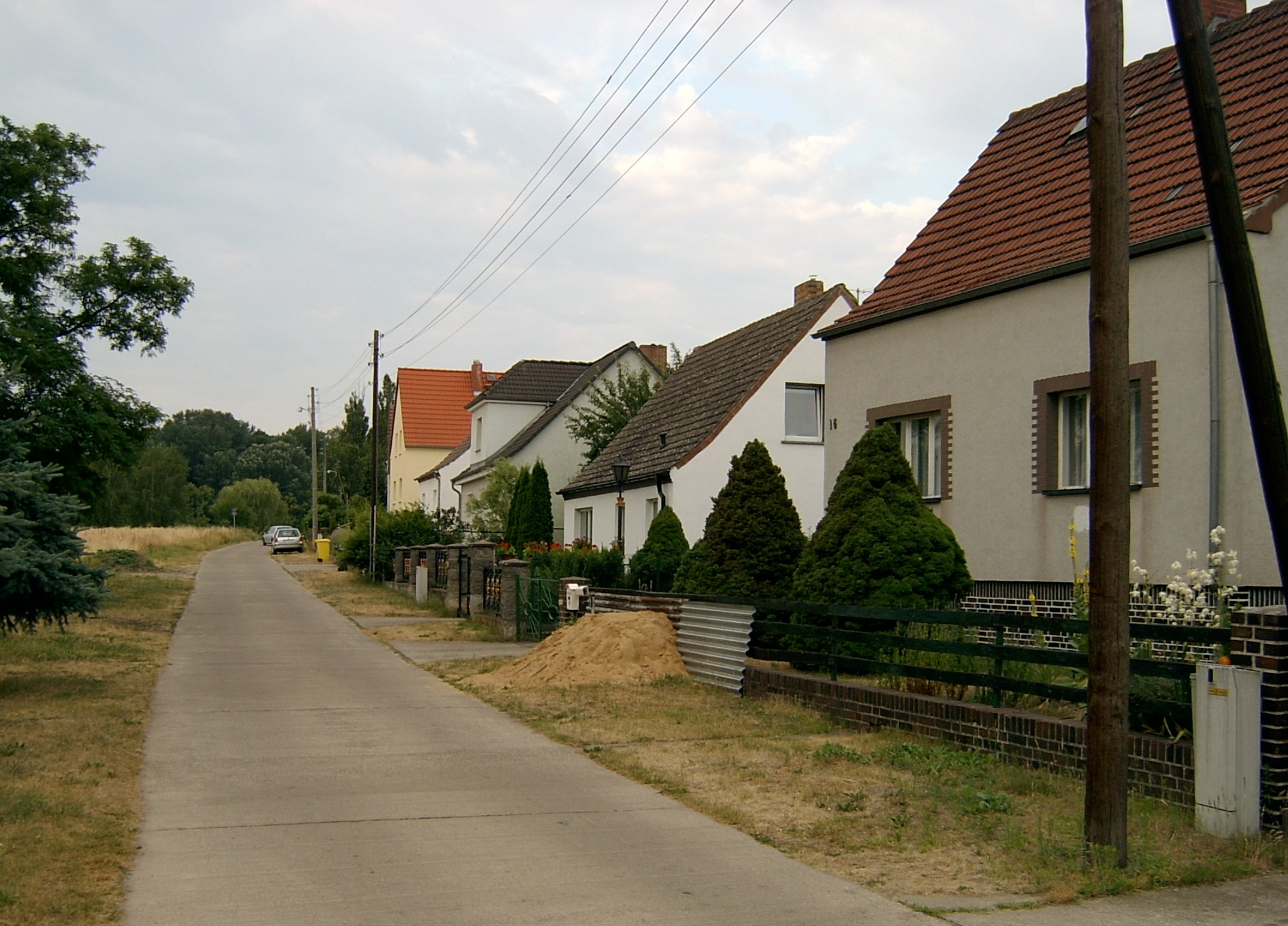
Triftweg

Das Stadtgebiet Lebuser Vorstadt wurde 2005 von ca. 3.457 Einwohnern auf einer Fläche von 320 Hektar bewohnt. Mit 31 Prozent ist die Altersgruppe der 30- bis 49-Jährigen hoch und überwiegt am Anteil der Gesamtbevölkerung der Stadt. Das Gebiet umfasst Geschoss-, Einfamilien- und Reihenhauswohnungen, 3 Kleingartenanlagen sowie Industrieflächen, darunter Veolia Umweltservice, die Kläranlage der Frankfurter Wasser- und Abwasser GMBH, das Frankfurter Brauhaus und mehrere Autohäuser. Zu Erreichen ist Lebuser Vorstadt über mehrere Straßenbahn- und Bushaltestellen. Von 1970 bis 1975 entstanden Plattenbauten in der Seelower Kehre; später Lückenbebauungen in der Bergstraße. 2020 wurden die Hausnummern 9–11 sowie 19–24 der Seelower Kehre nach dem Stadtumbaukonzept abgerissen, die Parkplätze blieben allerdings erhalte.
Die Lebuser Vorstadt liegt nördlich des historischen Stadtkerns und besteht aus den Wohnbezirken 311: Seelower Kehre, 312: Neue Welt, 313: Noacks Teich und 314: Bergstraße Ost.

### Hansa Nord

Gebietsgliederung Frankfurt (Oder)s, Lage des Hansaviertels hervorgehoben
Begrenzungen des Hansaviertels. 703: Seniorenheim der Caritas, 706: Hansa-Siedlung, 710: Moskauer Straße, 711: Warschauer Straße, 712: Sportstätten/Spitzkrugmulticenter
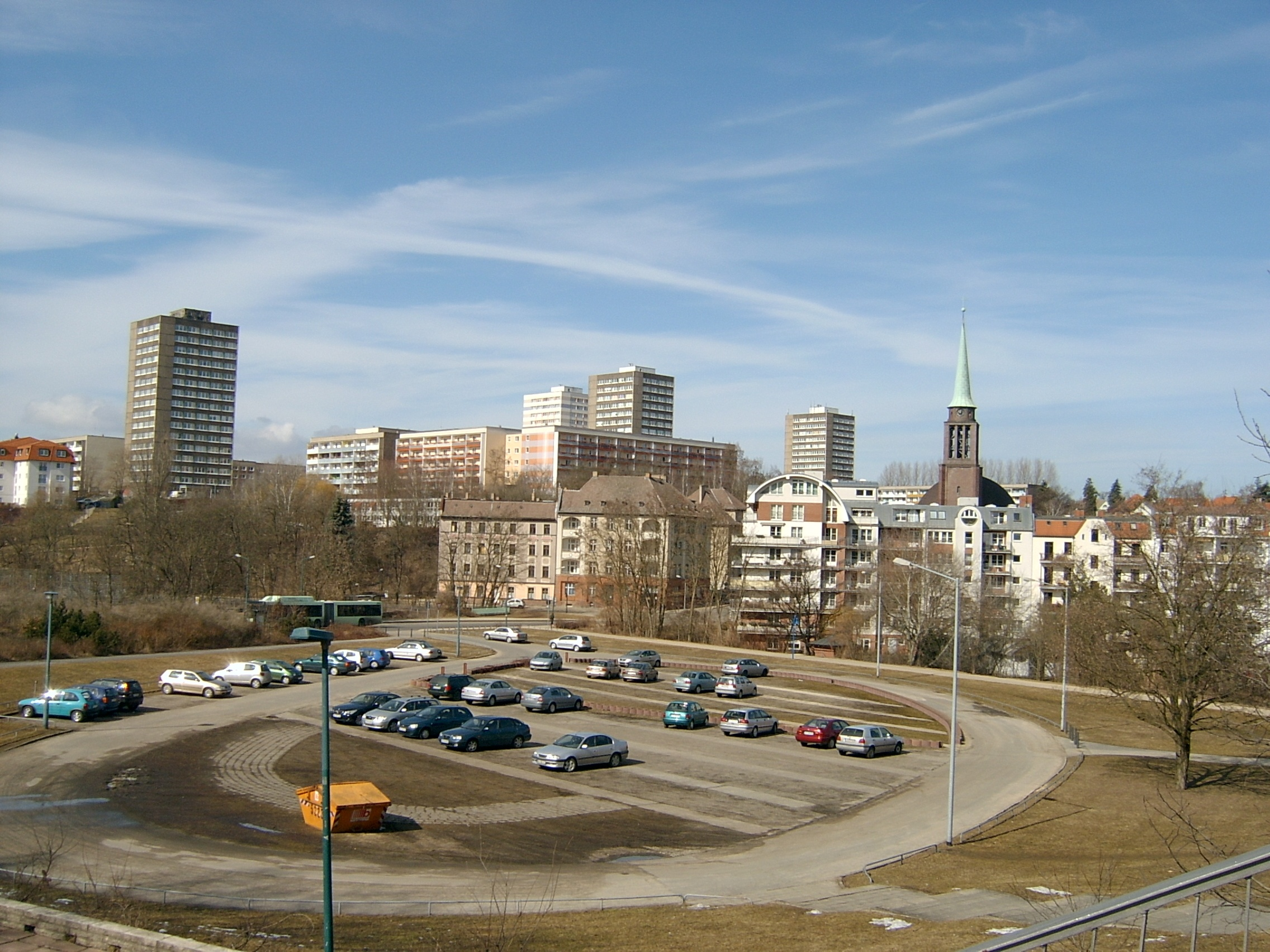
Blick Blick von der Beckmannstraße auf das Hansaviertel

Im Stadtgebiet Hansa Nord (auch Hansa-Nord oder Hansaviertel) leben etwa 5.000 Personen (2005), wobei etwa die Hälfte älter als 50 Jahre sind. Das Viertel wurde erst ab 1930 besiedelt, als erste Villen dort entstanden. Zwischen 1971 und 1976 wurde das Wohnungsbauprogramm der DDR umgesetzt und es entstanden zahlreiche Häuser in Plattenbauweise. Hinzu kamen Kaufhallen, Sportanlagen, ein Seniorenheim und ein Jugendklub. Seit 1973 ist in diesem Viertel auch der Sitz des Sportklubs ASK Vorwärts Frankfurt. Heute befindet sich dort der Olympiastützpunkt, die Sportfördergruppe der Bundeswehr und daneben die Sportschule.
Das Hansaviertel besteht aus den Wohnbezirken 321: Bergstraße West, 322: Hansaviertel, 323: Finkensteig, 324: Sportschule und 325: Spitzkrug.

### Klingetal

Gebietsgliederung Frankfurt (Oder)s, Lage Klingetals hervorgehoben
Begrenzungen Klingetals. 801: Klingetal-Siedlung
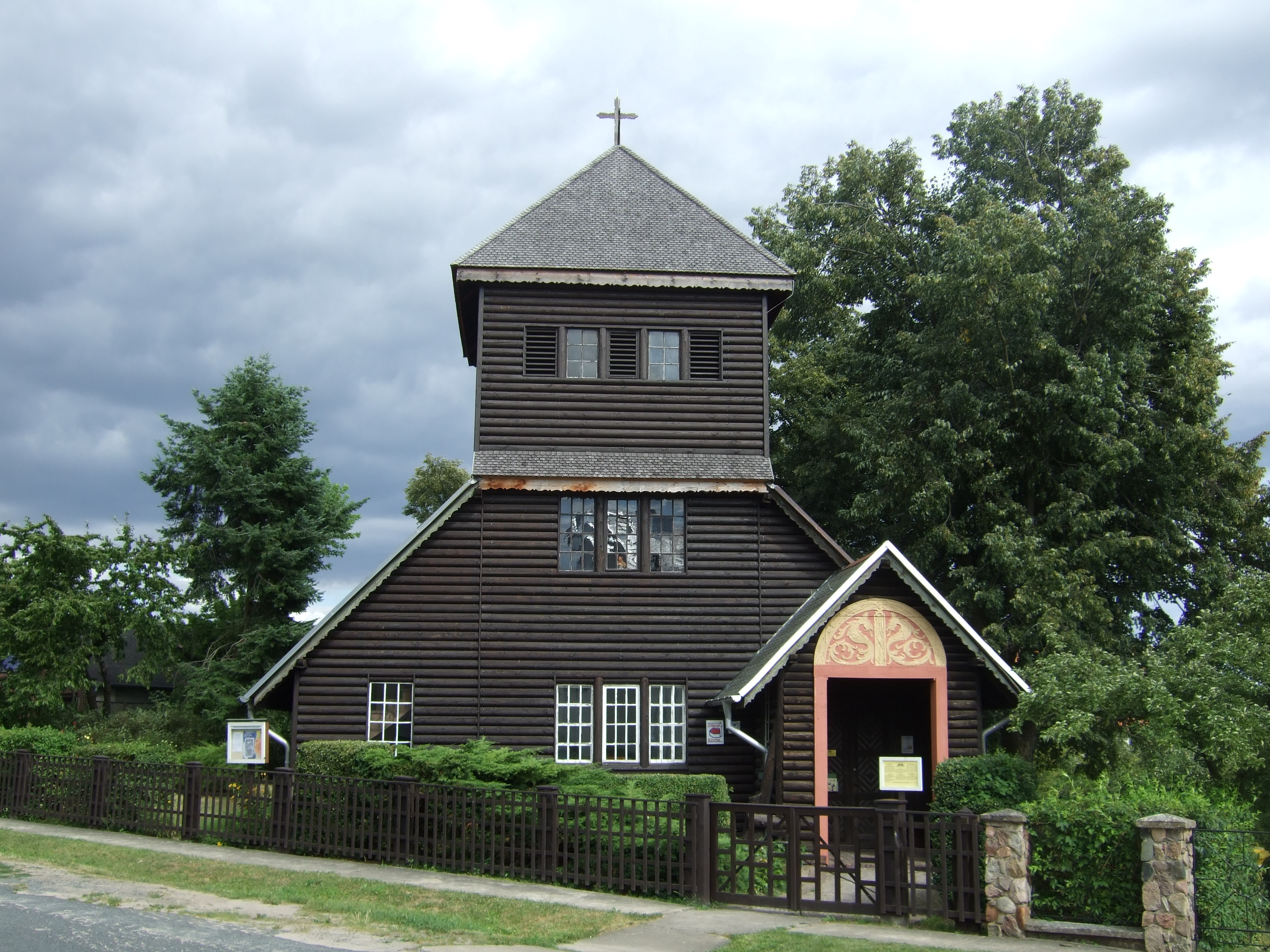
Heilandskapelle

Im Stadtgebiet Klingetal leben auf einer Fläche von 130 ha ca. 820 Einwohner. Der Anteil der 41- bis 65-Jährigen überwiegt, wobei die Altersgruppe der 50- bis 64-Jährigen besonders hoch belegt ist. Von Beginn des Ersten Weltkrieges bis 1919 befand sich im Klingetal ein Lager für Kriegsgefangene aus verschiedenen Nationen. 1921 ließen sich im ehemaligen Lager umgesiedelte Optanten aus Posen, Westpreußen und Oberschlesien nieder. Zeitweise erfolgte auch die Beherbergung Wolgadeutscher die das Lager jedoch nur als Durchgangsstation benutzten. 1924 gründeten die verbliebenen Flüchtlinge die Heimkehrsiedlung. Die hervorragende Grünlage zur Klinge führte in den 1930er Jahren und nach der Wende zur weiteren Besiedlung. Im Vergleich aller Stadtgebiete wuchs mit 33 Prozent gegenüber 1995 der Anteil der Wohnungen am meisten.
Das Klingetal besteht aus den Wohnbezirken 331: Heimkehrsiedlung und 332: Gronenfelde.

### Kliestow
Das Stadtgebiet Kliestow besteht ausschließlich aus dem Wohnbezirk 341: Kliestow.

Gebietsgliederung Frankfurt (Oder)s, Lage Kliestows hervorgehoben
Begrenzungen Kliestows. 802: Kliestow
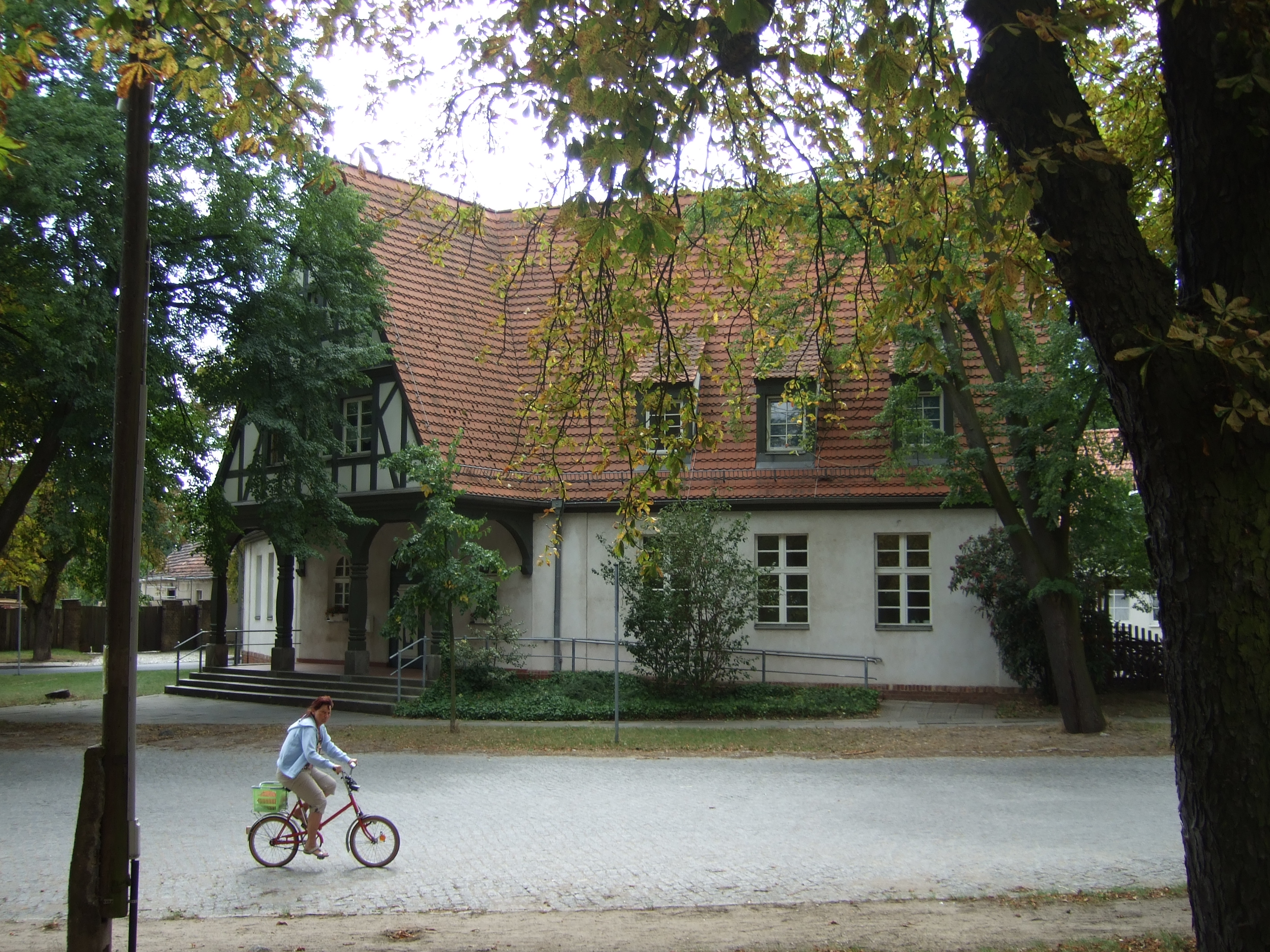
Ehemalige Schule in Kliestow

Das Gebiet um Kliestow war bereits im 8. Jahrhundert besiedelt. Die älteste Erwähnung in einer Urkunde stammt aus dem Jahr 1320 als das Dorf der Stadt Frankfurt geschenkt wurde. Es unterstand in der Folge teilweise dem Bischof von Lebus und wechselnden Pächtern. 1947 wurde Kliestow nach Frankfurt (Oder) eingemeindet.

### Booßen
Das Stadtgebiet Booßen besteht ausschließlich aus dem Wohnbezirk 351: Booßen.

Gebietsgliederung Frankfurt (Oder)s, Lage Booßens hervorgehoben
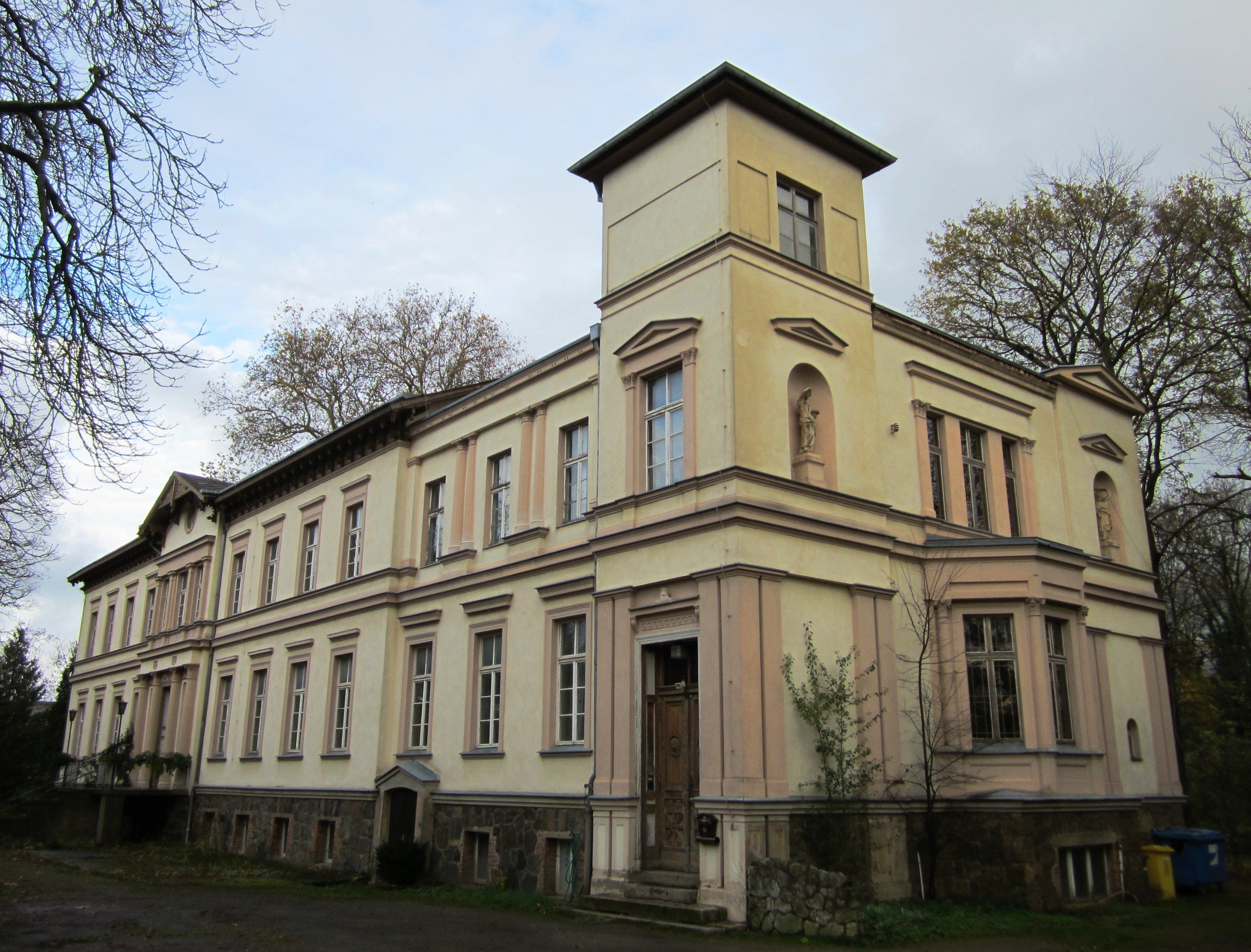
Ehemaliges Gutshaus Booßen

Anfang des 13. Jahrhunderts wurde an einer kleinen wendischen Siedlungsstelle ein Dorf gegründet. Die erste Erwähnung in einer Urkunde stammt aus dem Jahr 1317, als das Dorf der Stadt Frankfurt geschenkt wurde. Seit 1974 ist Booßen in die Stadt Frankfurt (Oder) eingemeindet.

## Stadtteil West
Der Frankfurter Stadtteil West besteht aus den Stadtgebieten Nuhnen Vorstadt, Rosengarten und Pagram und Lichtenberg.

### Nuhnen Vorstadt

Gebietsgliederung Frankfurt (Oder)s, Lage Nuhnenvorstadt hervorgehoben
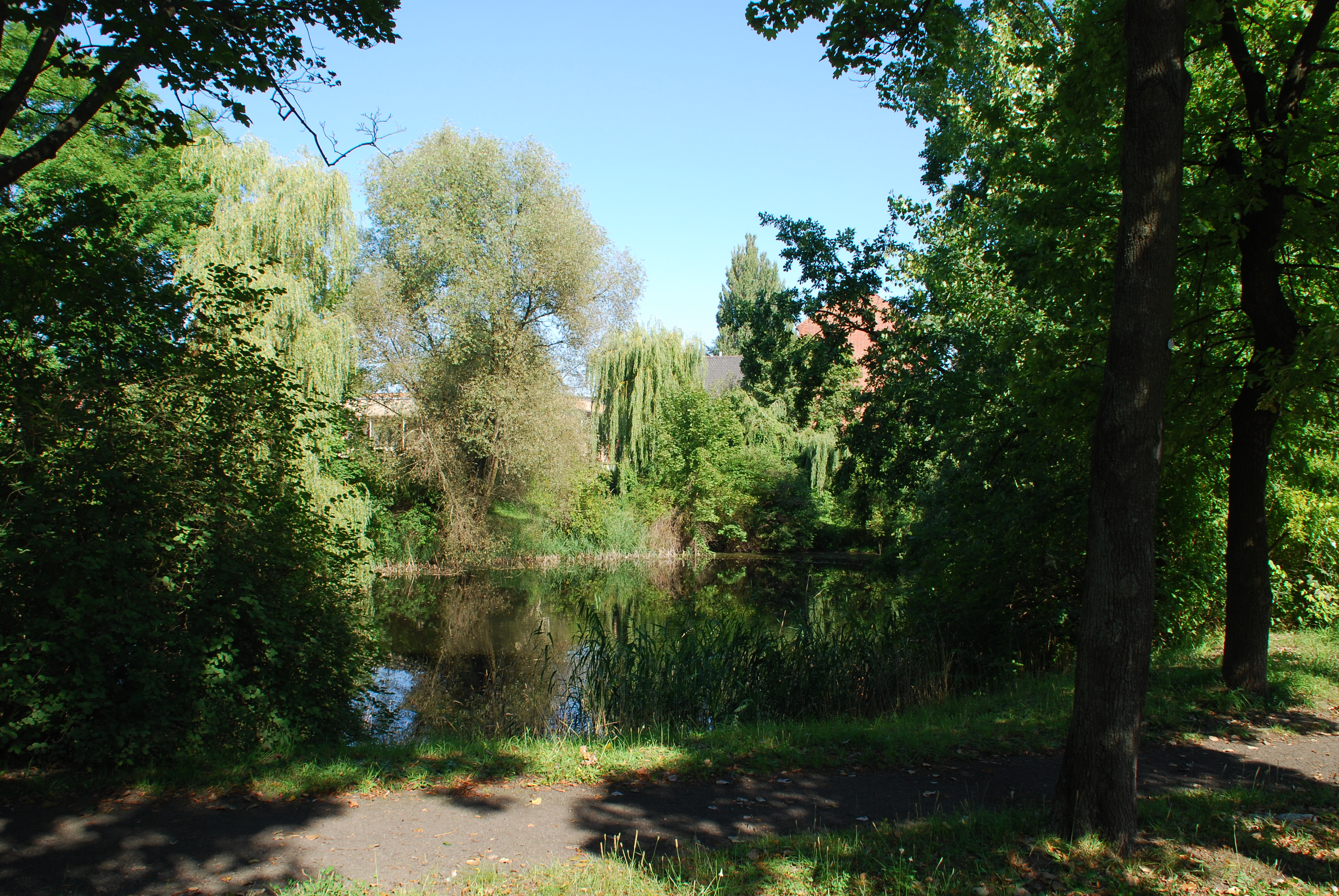
Theaterteich

Das Stadtgebiet Nuhnenvorstadt, umgangssprachlich West, mit einer Fläche von 630 Hektar wird von etwa 6.800 Menschen bewohnt. Das Gebiet wird von der Markendorfer, Lichtenberger und Schubertstraße begrenzt. Der Name Nuhnen kommt vom slawischen Nutnica und bedeutet Hof, Schäferei, Gut. Bis zu den 1920er Jahren gab es nur Kasernenbauten auf diesem Gebiet. Die Pläne für die ursprüngliche Bebauung stammten von Hans Bernoulli und wurden von Martin Kießling, dem Reichsbahnbaurat für die Schaffung der Gartensiedlung Paulinenhof genutzt. Durch den Zweiten Weltkrieg wurde der Stadtteil schwer beschädigt.
Die Nuhnenvorstadt besteht aus den Wohnbezirken 411: Großnuhnen, 412: Rote Kaserne, 413: Westkreuz/Seefichten, 414: Paulinenhof und 415: Gelbe Kaserne.

### Rosengarten und Pagram
Das Stadtgebiet Rosengarten und Pagram besteht ausschließlich aus dem Wohnbezirk 421: Rosengarten und Pagram.

Gebietsgliederung Frankfurt (Oder)s, Lage Rosengarten/Pagram hervorgehoben
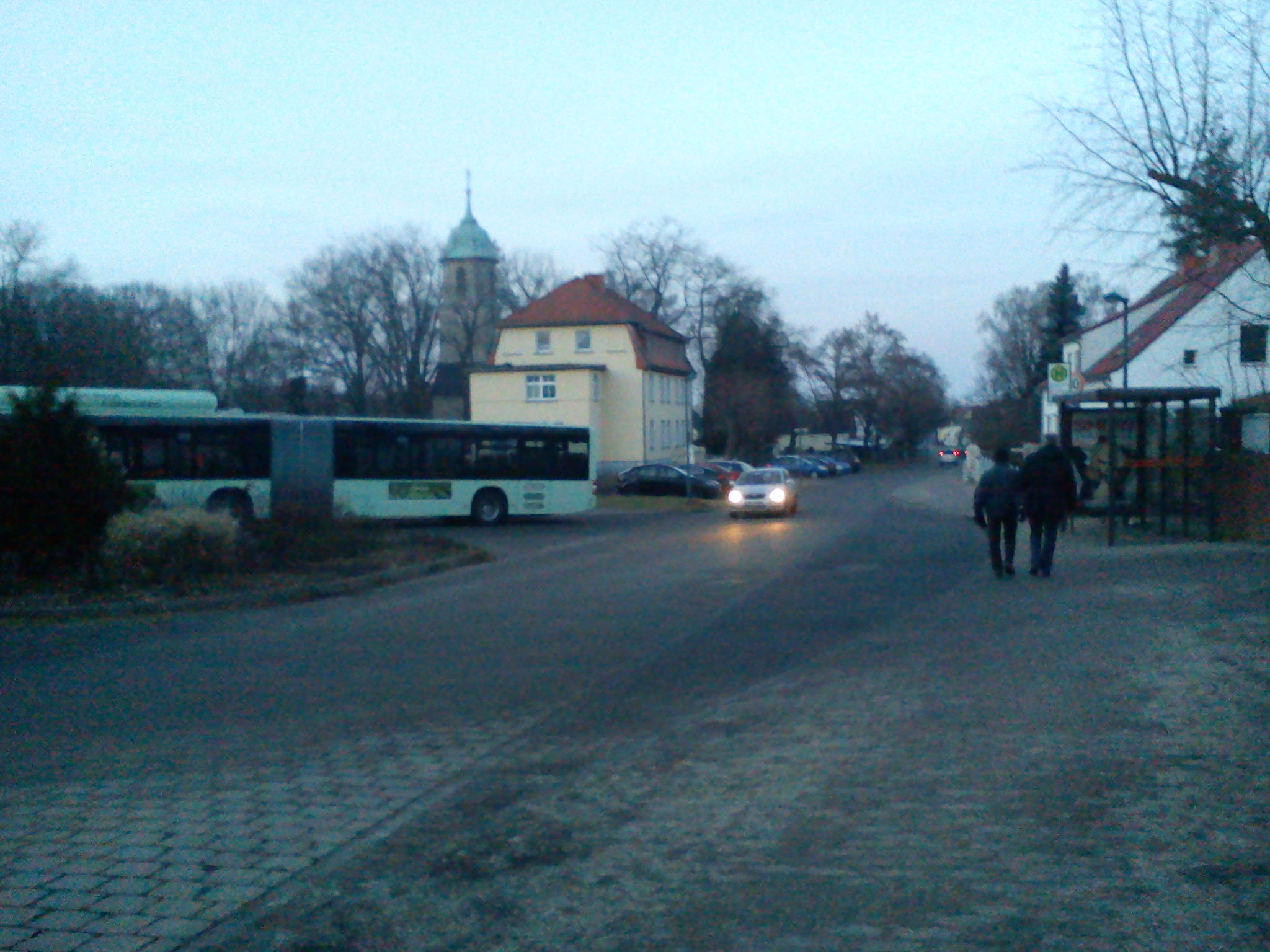
Bahnhof Frankfurt (Oder)-Rosengarten

In einer Urkunde aus dem Jahr 1495 wird ein Hof Rosengarten auf der Wüstung Pagram genannt. 1585 wurde Rosengarten in einer Urkunde erstmals als Dorf bezeichnet. Mit der Kreisgebietsreform 1816 kam Rosengarten vom Landkreis Lebus zum Kreis Frankfurt. 1947 wurde Rosengarten nach Frankfurt (Oder) eingemeindet.
Pagram entstand aus einer slawischen Siedlung. 1336 wird es erstmals in einer Urkunde genannt. 1495 war es wüst gefallen. Ab 1600 entstand etwa zwei Kilometer entfernt ein Vorwerk, aus dem sich ein neues Dorf Pagram entwickelte. 1945/1947 wurde es aus dem Kreis Lebus in den Stadtkreis Frankfurt (Oder) eingegliedert. Seit 1950 gehört Pagram zu Rosengarten.

### Lichtenberg
Das Stadtgebiet Lichtenberg besteht ausschließlich aus dem Wohnbezirk 431: Lichtenberg.

Gebietsgliederung Frankfurt (Oder)s, Lage Lichtenberg hervorgehoben
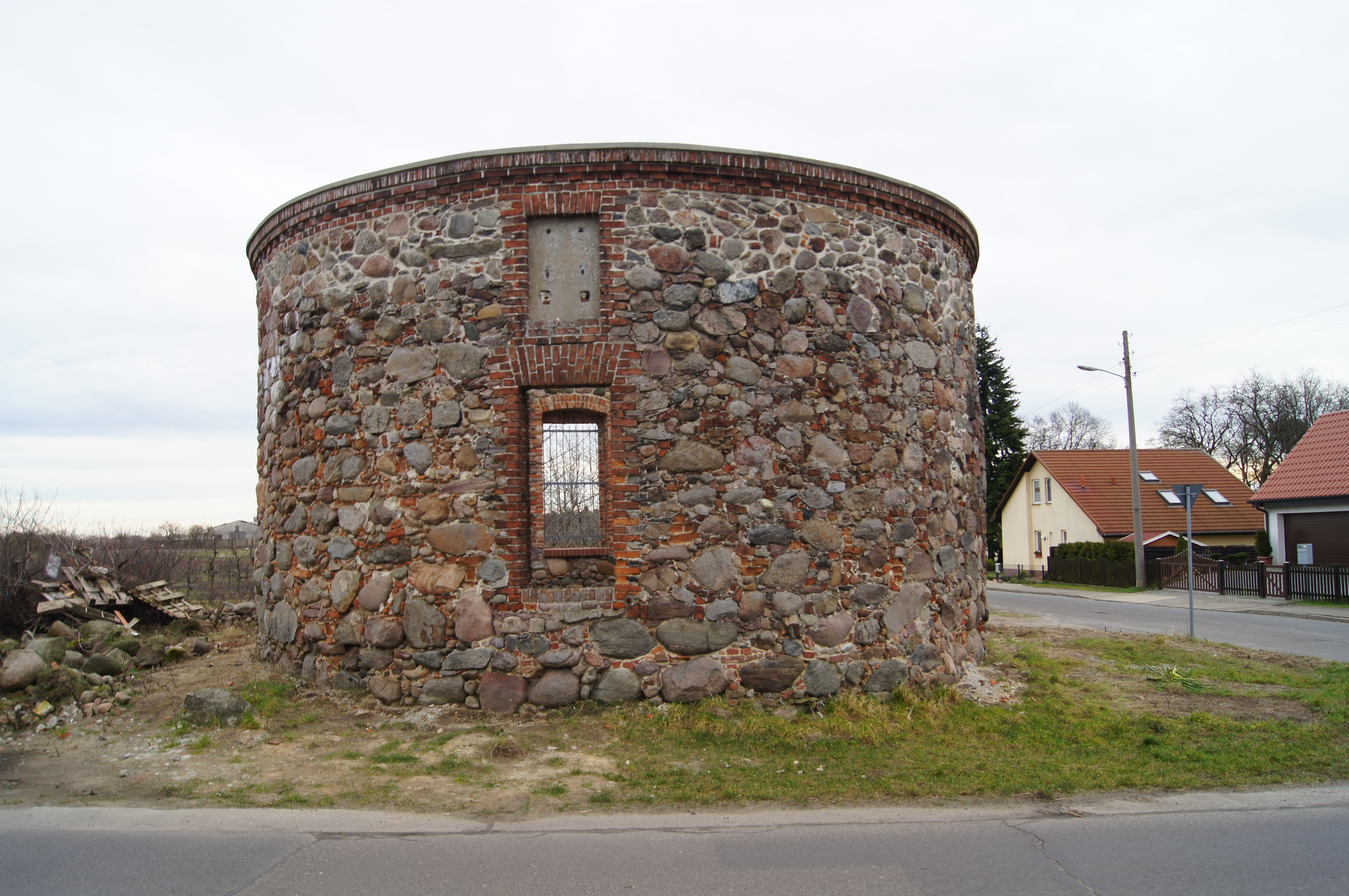
Bismarckturm

Lichtenberg wird erstmals 1323 in einer Urkunde erwähnt. Auf Beschluss des Frankfurter Magistrates bildete sich nach einem 1947 erlassenen Gesetz des Brandenburger Landtages der Stadtkreis Frankfurt (Oder) und Lichtenberg wird eingemeindet.

## Stadtteil Süd
Der Frankfurter Stadtteil Süd besteht aus den Stadtgebieten Winzerviertel, Kosmonautenviertel, Nuhnen, Markendorf, Markendorf-Siedlung und Hohenwalde.

### Winzerviertel
Das Stadtgebiet Winzerviertel besteht aus den Wohnbezirken 511: Neuer Wasserturm, 512: Am Hauptfriedhof, 513: Stakerweg, 514: Lokbad, 515: Beerenweg, 516: Kräuterweg und 517: Langer Grund.

### Kosmonautenviertel
Das Stadtgebiet Kosmonautenviertel besteht aus den Wohnbezirken 521: Südring, 522: Gagarinring, 523: Baumschulenweg, 524: Keplerweg, 525: Römerhügel und 526: Kopernikusstraße.

### Nuhnen
Das Stadtgebiet Nuhnen besteht aus den Wohnbezirken 531: Gartenstadt, 532: ETTC-Nordost, 533: Am Großen Dreieck und 534: Nuhnen-West.

### Markendorf
Das Stadtgebiet Markendorf besteht ausschließlich aus dem Wohnbezirk 541: Markendorf.

Gebietsgliederung Frankfurt (Oder)s, Lage Markendorf hervorgehoben
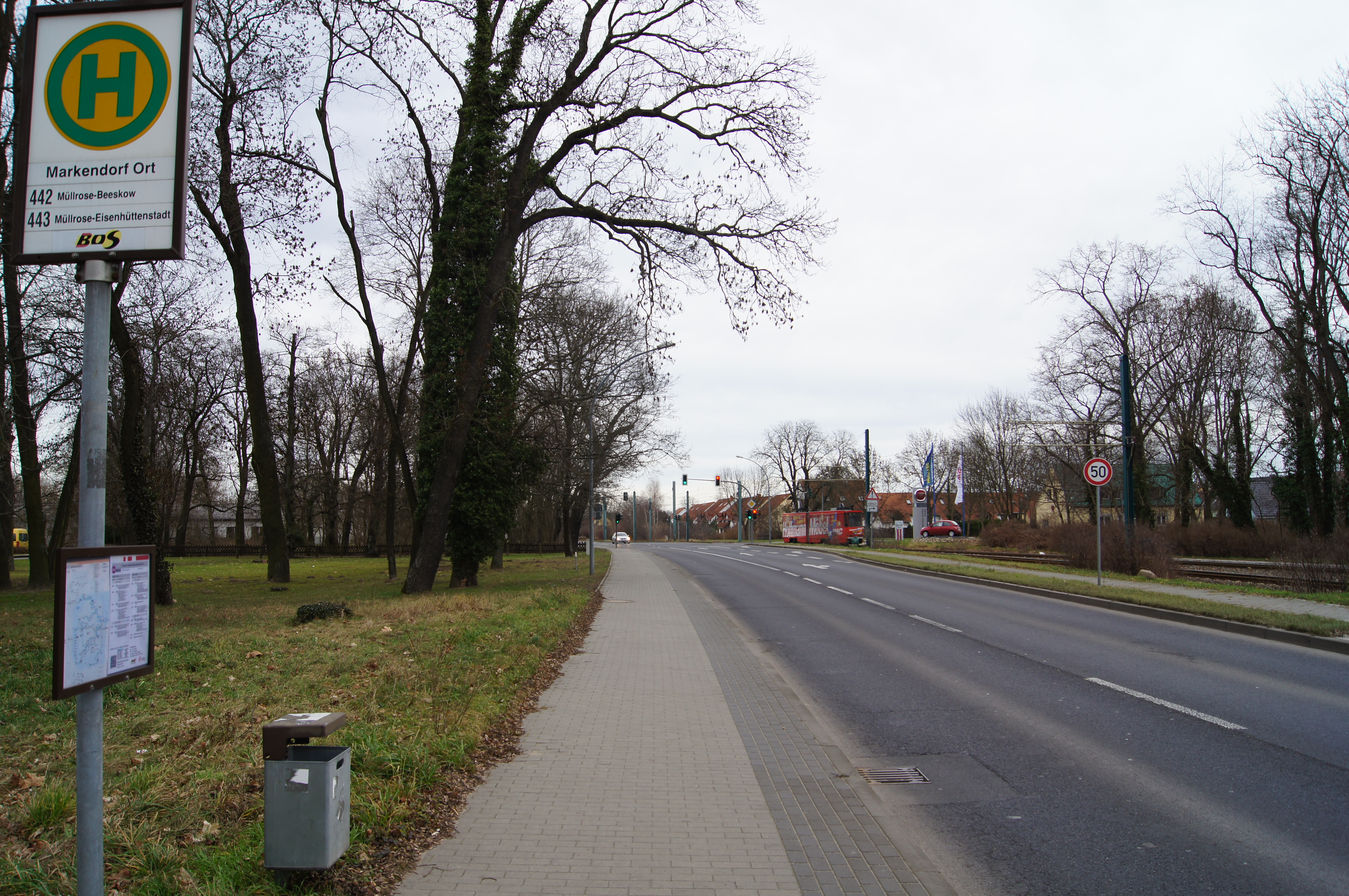
Markendorf

Das Dorf Markendorf wurde anstelle slawischer Deichansiedlungen gegründet. Vor 1400 wird es in Urkunden genannt. Auf Beschluss des Frankfurter Magistrates bildete sich nach einem 1947 erlassenen Gesetz des Brandenburger Landtages der Stadtkreis Frankfurt (Oder) und Markendorf wird eingemeindet.

### Markendorf-Siedlung
Das Stadtgebiet Markendorf-Siedlung besteht aus den Wohnbezirken 551: Markendorf-Siedlung und 552: ETTC-Süd.

Gebietsgliederung Frankfurt (Oder)s, Lage Markendorf-Siedlung hervorgehoben

### Hohenwalde
Das Stadtgebiet Hohenwalde besteht ausschließlich aus dem Wohnbezirk 561: Hohenwalde.

Gebietsgliederung Frankfurt (Oder)s, Lage Hohenwalde hervorgehoben
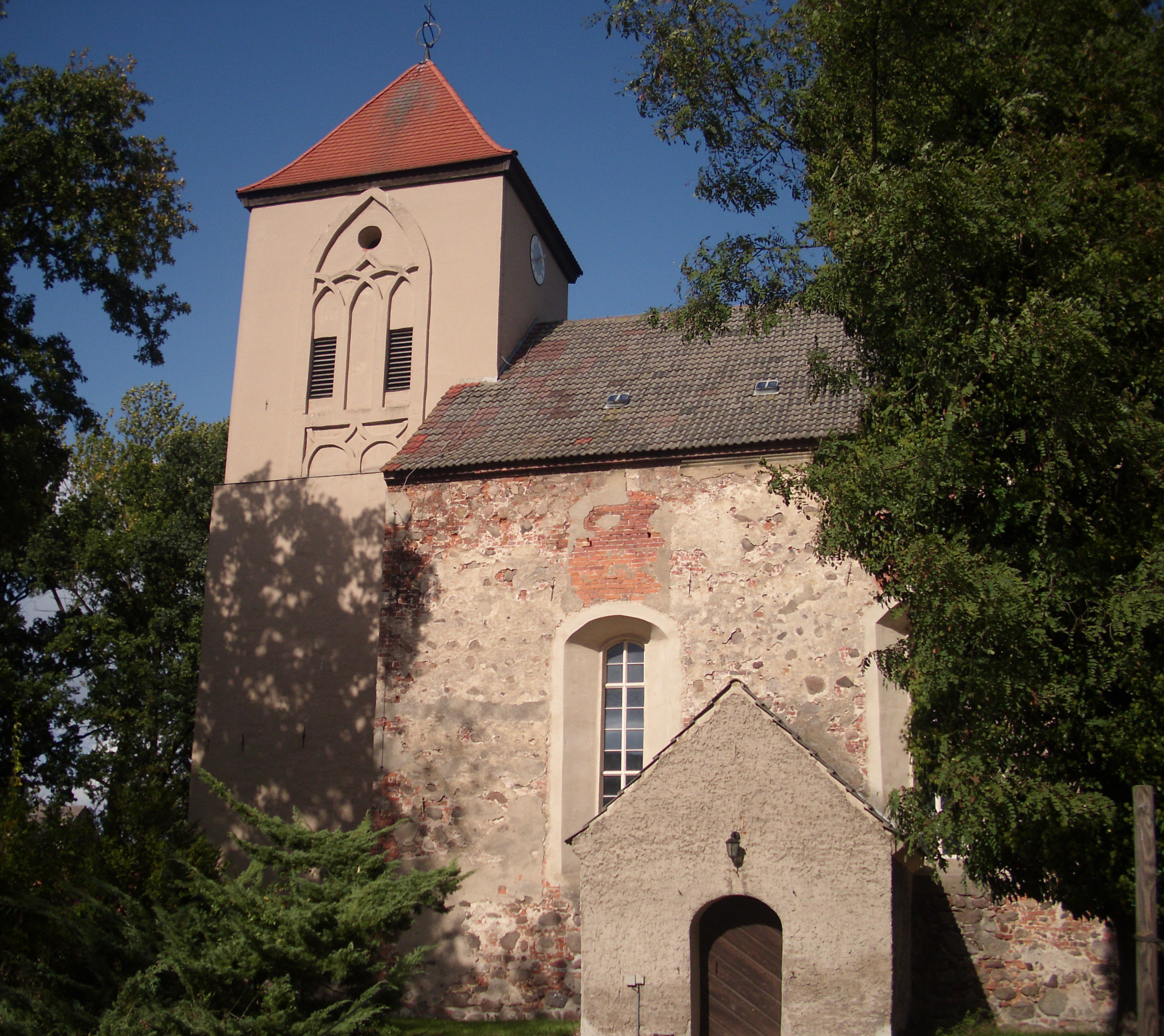
Kirche Hohenwalde

Hohenwalde wurde 1294 erstmals in einer Urkunde erwähnt. Es wurde 1973 als Ortsteil nach Frankfurt (Oder) eingemeindet.